# 愛知県道494号形原港線
愛知県道494号形原港線（あいちけんどう494ごう かたはらこうせん）は、愛知県蒲郡市内を走る一般県道である。

## 概要
形原漁港と愛知県道321号東幡豆蒲郡線とを結ぶ全長100mにも満たない路線である。歩道が完備され、大型車通行に備えて車道の幅も広いが、車線区分は表示されていない。

### 路線データ
- 起点：形原港
- 終点：愛知県蒲郡市形原町三浦町
- 全長：約80m

## 沿革
- 1959年12月15日：認定

## 通過する自治体
- 愛知県
  - 蒲郡市

## 接続する道路
- 愛知県道321号東幡豆蒲郡線（幡豆街道）

## 周辺
- 形原漁港
- 愛知県信用漁協連合会形原支店は、当路線より北側の市道沿線に所在する。